# جون فرنسيس كينيدي
جون فرنسيس كينيدي (بالإنجليزية: John Francis Kennedy)‏ هو سياسي أمريكي، ولد في 1 أغسطس 1905 في الولايات المتحدة، وتوفي في 13 مايو 1994 في نفس البلد. حزبياً، نشط في الحزب الديمقراطي.